# Hennie Kenkhuis
Hennie Kenkhuis (Zenderen, 19 april 1952 – Zwolle, 17 februari 2021) was een Nederlands politicus.

## Loopbaan
hij voetbalde in zijn jeugd op hoog niveau bij Heracles Almelo, maar hij koos er voor om geschiedenis en economie te studeren aan de Katholieke Universiteit Nijmegen. Hij vormde met anderen het Politiek Dienstweigering Kollektief tegen de dienstplicht. 
Als antimilitarist was hij in 1980 betrokken bij de bezetting van de Rijks Verdedigings Organisatie. Hij was 28 jaar toen hij tot achttien maanden gevangenisstraf werd veroordeeld voor  dienstweigering. In 1987 maakte hij met zijn vriendin een wereldreis. Ze fietsten van Amsterdam naar China. Onderweg maakten ze radioprogramma’s voor de VARA.
Hij werkte in het onderwijs en was vervolgens organisatieadviseur en project- en interim-manager bij verschillende gemeenten en provincies. Tussen 2002 en 2006 was hij lid van de gemeenteraad van Zwolle voor GroenLinks/De Groenen. Van oktober 2007 tot april 2010 was hij in dezelfde gemeente wethouder. In deze functie was hij verantwoordelijk voor het grondbedrijf, cultuur, het openbaar groen, recreatie, integratie en inburgering. Daarnaast was hij wijkwethouder voor Stadshagen, Mastenbroek en Westenholte.
Na zijn wethouderschap zette hij zich in voor de Jeugdbescherming Overijssel, het Openbaar Onderwijs Zwolle en Regio en het Stedelijk Museum Zwolle, waarvoor hij bestuursvoorzitter was. Hij was van 2014 tot 2019 voorzitter van de amateurvoetbalclub Zwolsche Boys. Ook was hij betrokken bij PEC Zwolle. Zo verbleef de Nieuw-Zeelandse voetballer Ryan Thomas bij het gezin Kenkhuis toen hij bij PEC speelde.
In 2021 overleed hij na een ziektebed op 68-jarige leeftijd.